# C̄
Cette page contient des caractères spéciaux ou non latins. S’ils s’affichent mal (▯, ?, etc.), consultez la page d’aide Unicode.
C̄ (minuscule : c̄), appelé C macron, est une lettre additionnelle utilisée dans l’écriture de l’assiniboine ou dans certaines romanisations ALA-LC dont celles du lak et lezguien, la romanisation ISO 9 du cyrillique, ou la romanisation de l’alphabet kharoshthi.
Elle est formée d'un C diacrité par un macron suscrit.

## Utilisation
En assiniboine, le c macron ‹ c̄ › est utilisé pour représenter une consonne affriquée palato-alvéolaire sourde non-aspirée /t͡ʃ/, la consonne affriquée palato-alvéolaire sourde aspirée /t͡ʃʰ/ étant notée ‹ c̀ ›, ou pour représenter une consonne affriquée palato-alvéolaire voisée non-aspirée /d͡ʒ/, la consonne affriquée palato-alvéolaire aspirée étant notée ‹ j ›.

## Représentations informatiques
Le C macron peut être représentée avec les caractères Unicode suivants :
- décomposé (latin de base, diacritiques) :

| formes    | représentations | chaînes de caractères | points de code | descriptions                                 |
| --------- | --------------- | --------------------- | -------------- | -------------------------------------------- |
| capitale  | C̄               | C◌̄                    | U+0043 U+0304  | lettre majuscule latine c diacritique macron |
| minuscule | c̄               | c◌̄                    | U+0063 U+0304  | lettre minuscule latine c diacritique macron |